# Sovjetunionens flotta
Sovjetunionens flotta (ryska: Военно-морской флот СССР, Voenno-morskoj flot SSSR, bokstavligen "SSSR:s flotta") var den marina försvarsgrenen i Sovjetunionens väpnade styrkor. Den gick till 1945 under namnet den Röda flottan.

## Kalla kriget
Den sovjetiska flottan skulle ha spelade en avgörande roll i ett totalt krig med Nato, där man skulle ha försökt förhindra marina konvojer från att föra förstärkningar över Atlanten till Västeuropas närhet. En sådan konflikt uppstod aldrig, men den sovjetiska flottan utgjorde fortfarande betydande insatser under det kalla kriget.
Den sovjetiska flottan var uppdelad i fyra stora flottor, Norra, Stilla havet, Svarta havet och Östersjöflottan samt förfogade över Leningrads flottbas separat. Kaspiska flottiljen var en mindre styrka som verkade i en inlandssjö. Den sovjetiska Medelhavseskadern utgjordes av delar från Svarta havet, Östersjön och den Norra flottan. Den sovjetiska Indiskaoceaneskadern utgjordes främst av Stillahavsflottan. Andra komponenter som ingick var marinflyget, marininfanteriet (den sovjetiska motsvarigheten till marinkår) och kustartilleriet.
Enligt en artikel i tidskriften Time från 1980 citerar analytiker från Rand Corporation att sovjetiska icke-slaver var i allmänhet förbjudna från att arbeta i eliten eller strategiska positioner i de väpnade styrkorna som flottan, strategiska robotstridskrafterna och det sovjetiska flygvapnet på grund av misstankar om lojalitet till etniska minoriteter.
Under 1980-talet hade den sovjetiska flottan fler än 250 örlogsfartyg varav 6 var hangarfartyg. I slutet av 1980-talet påbörjades bygget på Sovjetunionens första Supercarriers-klass, Uljanovsk-klassen. Två planerades att byggas och hade en tonvikt på maximalt 85 000 ton och skulle haft en längd på 325 meter (större än USA:s Forrestal-klass hangarfartyg). Ingen av de två fartygen färdigställdes och skrotades strax efteråt. Största delen av den sovjetiska flottan reformerades till den ryska flottan efter Sovjetunionens fall 1991.

## Militära grader och gradbeteckningar

### 1940–1943
| Högre kommendörer | Högre kommendörer | Högre kommendörer | Högre kommendörer | Högre kommendörer |
| ----------------- | ----------------- | ----------------- | ----------------- | ----------------- |
|                   |                   |                   |                   |                   |
|                   | Flottamiral       | Amiral            | Viceamiral        | Konteramiral      |

| Äldre kommendörer och kommendörer på mellannivå | Äldre kommendörer och kommendörer på mellannivå | Äldre kommendörer och kommendörer på mellannivå | Äldre kommendörer och kommendörer på mellannivå | Äldre kommendörer och kommendörer på mellannivå | Äldre kommendörer och kommendörer på mellannivå | Äldre kommendörer och kommendörer på mellannivå |
| ----------------------------------------------- | ----------------------------------------------- | ----------------------------------------------- | ----------------------------------------------- | ----------------------------------------------- | ----------------------------------------------- | ----------------------------------------------- |
|                                                 |                                                 |                                                 |                                                 |                                                 |                                                 |                                                 |
| Kapten av 1. rangen                             | Kapten av 2. rangen                             | Kapten av 3. rangen                             | Kaptenlöjtnant                                  | Äldre löjtnant                                  | Löjtnant                                        | Yngre löjtnant                                  |

| Yngre kommendörer         | Yngre kommendörer                      | Yngre kommendörer          | Yngre kommendörer     | Manskap                         | Manskap                    |
| ------------------------- | -------------------------------------- | -------------------------- | --------------------- | ------------------------------- | -------------------------- |
|                           |                                        |                            |                       |                                 |                            |
| Styrman Flaggunderofficer | Högre äldste Underofficer av 2. graden | Äldste 1. kl. Flaggkorpral | Äldste 2. kl. Korpral | Äldre rödflottist Sjöman 1. kl. | Rödflottist Sjöman 2/3 kl. |